# Владимир (князь Зеты)
Владимир Воиславич (вторая половина XI века — первая четверть XII века) был царём Зеты
между 1102 и 1114 годами.
Владимир стал царём после падения царя Кочапара примерно в 1102 году. Владимир был старшим сыном Воислава и внуком царя Михаила и племянником царя Константина Бодина. С его приходом прекращается гражданская война, в Рашке, своё положение укрепил женитьбой на дочери правителя Рашки великого префекта Вукана. Своего дядю, Доброслава, бывшего царя, посадил в темницу. За период своего правления король Вукан участвовал в одном военном походе против Византии весной 1106 года. Он проиграл армии под командованием Иоанна Комнина. Война закончилась в ноябре того же года, тем, что Вукан сдал город.
Под влиянием советников, которые были большими врагами, Рашского префекта Вукана, и, желая посадить на престол Рашки сына своего Георгия, жена бывшего царя Константина Бодина отравила короля Владимира, который через несколько дней скончался. Трон тогда получил Георгий Бодинович. Началась новая гражданская война, которая в течение многих лет будет разрушать сербское королевство.